# モーボニクス
モーボニクス (MOBONIX) はアメリカ合衆国のラップアーティストとヒップホップの音楽プロデューサーである。2007年4月11日にリリースされた「ミッキーフィンスペシャル」でデビュー。彼の最初のシングルである "What Chu Wanna Do?" は映画のアメリカン・パイ in ハレンチ課外授業（2007年）のサウンドトラックに収録されている。 また、この曲はCWテレビジョンネットワークの2008年テレビ番組 "Reaper" の""エピソード "Acid Queen" でも使用された。 最近、彼の現在のアルバム The Infection が iTunes のトップ100アルバムリストに特集された。

## ディスコグラフィ

### アルバム
- The Infection (2008年11月11日)
- The Mickey Finn Special [EP] (2007年4月11日)

### ミュージックビデオ
- What Chu Wanna Do?